# Domek Chiński w Żywcu
Domek Chiński – zabytkowa altana położona w żywieckim parku, wybudowana w drugiej połowie XVIII wieku przez Wielopolskich, zbudowana w formie Domku Chińskiego, z uwidocznionym ponad dachem herbem Wielopolskich – Starykoń. Domek jest pozostałością dawnej architektury ogrodowej, murowany na rzucie ośmioboku i dwukondygnacyjny. Na parterze budynku urządzono kawiarnię, a na piętrze znajduje się galeria.